# Gmina Mirsk
Gmina Mirsk je polská městsko-vesnická gmina v okrese Lwówek Śląski v Dolnoslezském vojvodství. Sídlem gminy je město Mirsk. V roce 2010 zde žilo 8 887 obyvatel.. Leží u hranic s Českou republikou
Gmina má rozlohu 186,57 km², zabírá 26,28 % rozlohy okresu. Skládá se ze 17 starostenství.

## Starostenství
Brzeziniec, Gajówka, Giebułtów, Gierczyn, Grudza, Kamień, Karłowiec, Kłopotnica, Kotlina, Krobica, Kwieciszowice, Mlądz, Mroczkowice, Orłowice, Proszowa, Przecznica, Rębiszów